# Jair Cortés
Jair Omar Cortés Álvarez (ur. 21 listopada 2000 w Pachuce) – meksykański piłkarz występujący na pozycji defensywnego pomocnika lub prawego obrońcy, od 2025 roku zawodnik Dorados.